# Idgiomimula uhligi
Idgiomimula uhligi is een keversoort uit de familie schijnboktorren (Oedemeridae). De wetenschappelijke naam van de soort is voor het eerst geldig gepubliceerd in 2004 door Xavier A. Vázquez.